# 믹키의 크리스마스 캐롤
미키의 크리스마스 캐롤(Mickey's Christmas Carol)은 미국에서 제작된 버니 매틴슨 감독의 1983년 애니메이션 영화이다. 앨런 영 등이 주연으로 출연하였고 버니 매틴슨 등이 제작에 참여하였다.

## 출연

### 주연
- 앨런 영
- 웨인 올와인

### 조연
- 할 스미스
- 윌 라이언
- 딕 빌링슬리
- 클로렌스 내쉬

## 제작진
- 원작자: 찰스 디킨스

## 같이 보기
- 크리스마스 영화 목록